# Кубок Федерації футболу СРСР 1990
П'ятий кубок Федерації футболу СРСР проводився з 28 травня по 6 липня 1990 року. У турнірі брали участь дев'ять з тринадцяти команд вищої ліги.
На першому етапі клуби провели одноколовий турнів у двох групах:
- А: «Арарат» (Єреван), «Шахтар» (Донецьк), «Металіст» (Харків), «Чорноморець» (Одеса), «Дніпро» (Дніпропетровськ);
- Б: «Динамо» (Мінськ), «Памір» (Душанбе), «Ротор» (Волгоград), ЦСКА (Москва).

По дві найкращі команди вийшли до півфіналу. Фінал відбувся в Одесі.

## Група А
| 1 | «Дніпро» (Дніпропетровськ) | ~   | 1:1 | 8:3 | 1:1 | 1:0 | 4 | 2 | 2 | 0 | 11-5  | 6 |
| 2 | «Чорноморець» (Одеса)      | 1:1 | ~   | 3:2 | 0:1 | 2:1 | 4 | 2 | 1 | 1 | 6-5   | 5 |
| 3 | «Арарат» (Єреван)          | 3:8 | 2:3 | ~   | 4:0 | 2:0 | 4 | 2 | 0 | 2 | 11-11 | 4 |
| 4 | «Металіст» (Харків)        | 1:1 | 1:0 | 0:4 | ~   | 2:6 | 4 | 1 | 1 | 2 | 4-11  | 3 |
| 5 | «Шахтар» (Донецьк)         | 0:1 | 1:2 | 0:2 | 6:2 | ~   | 4 | 1 | 0 | 3 | 7-7   | 2 |

## Група Б
| 1 | «Ротор» (Волгоград) | ~   | 3:1 | 1:4 | 4:0 | 3 | 2 | 0 | 1 | 8-5 | 4 |
| 2 | «Динамо» (Мінськ)   | 1:3 | ~   | 2:0 | 2:0 | 3 | 2 | 0 | 1 | 5-3 | 4 |
| 3 | «Памір» (Душанбе)   | 4:1 | 0:2 | ~   | 1:1 | 3 | 1 | 1 | 1 | 5-4 | 3 |
| 4 | ЦСКА (Москва)       | 0:4 | 0:2 | 1:1 | ~   | 3 | 0 | 1 | 2 | 1-7 | 1 |

## Півфінал
| 28 червня 1990 |

| «Ротор» | 0 – 1 | «Чорноморець»  |
| ------- | ----- | -------------- |
|         | Звіт  | Кондратьєв 11' |

| Центральний стадіон (Волгоград) Глядачів: 3 000 Арбітр: А.Бутенко (Москва) |

|         |                       |     |
|         |                       |     |
| ВР      | Валерій Клейменов     |     |
| ЗХ      | Володимир Осколков    | 84' |
| ЗХ      | Сергій Дикарьов       |     |
| ПЗ      | Олег Стогов           |     |
| ПЗ      | Юрій Калитвинцев      |     |
| ЗХ      | Олександр Хомутецький |     |
| ЗХ      | Андрій Федоровський   |     |
| НП      | Олег Крушин           | 19' |
| НП      | Сергій Полстянов      |     |
| НП      | Дмитро Петренко       |     |
| ПЗ      | Валерій Заздравних    |     |
| Заміни: |                       |     |
| ПЗ      | Сергій Сергєєв        | 19' |
| ЗХ      | Валерій Бурлаченко    | 84' |

|         |                    |     |
|         |                    |     |
| ВР      | Віктор Гришко      |     |
| ЗХ      | Сергій Кузнецов    |     |
| ПЗ      | Юрій Шелепницький  |     |
| ЗХ      | Юрій Куліш         |     |
| ЗХ      | Сергій Пучков      |     |
| ЗХ      | Олександр Спіцин   |     |
| ПЗ      | Ілля Цимбалар      |     |
| НП      | Іван Гецко         | 74' |
| ПЗ      | Олег Імреков       | 78' |
| НП      | Георгій Кондратьєв |     |
| ПЗ      | Ігор Савельєв      |     |
| Заміни: |                    |     |
| НП      | Юрій Никифоров     | 74' |
| ПЗ      | Володимир Єрьомін  | 78' |

| 28 червня 1990 |

| «Дніпро»                     | 1 – 0 | «Динамо» Мн |
| ---------------------------- | ----- | ----------- |
| Кудрицький 75' · Беженар 55' | Звіт  |             |

| «Метеор» (Дніпропетровськ) Глядачів: 1 000 Арбітр: Картавцев (Москва) |

|         |                     |     |
|         |                     |     |
| ВР      | Валерій Городов     |     |
| ЗХ      | Андрій Юдін         | 77' |
| ЗХ      | Володимир Геращенко |     |
| ЗХ      | Андрій Сидельников  |     |
| ПЗ      | Вадим Тищенко       |     |
| ПЗ      | Микола Кудрицький   |     |
| ПЗ      | Володимир Багмут    | 84' |
| ПЗ      | Євген Яровенко      |     |
| НП      | Едуард Сон          | 75' |
| ПЗ      | Олександр Жидков    | 70' |
| ЗХ      | Сергій Беженар      |     |
| Заміни: |                     |     |
| НП      | Юрій Гудименко      | 70' |
| НП      | Євген Шахов         | 75' |
| НП      | Валентин Москвін    | 77' |
| ПЗ      | Олег Смолянинов     | 84' |

|         |                    |     |
|         |                    |     |
| ВР      | Андрій Сацункевич  |     |
| ЗХ      | Павло Родненок     |     |
| ЗХ      | Геннадій Лесун     |     |
| ЗХ      | Олександр Тайков   |     |
| ЗХ      | Олександр Лухвич   |     |
| ПЗ      | Сергій Широкий     |     |
| ПЗ      | Юрій Антонович     | 66' |
| ПЗ      | Сергій Гомонов     | 54' |
| ПЗ      | Алі Алчагіров      |     |
| НП      | Ігор Гуринович     | 70' |
| НП      | Михайло Мархель    | 70' |
| Заміни: |                    |     |
| ПЗ      | Федір Сікорський   | 54' |
| НП      | Віктор Сокол       | 66' |
| НП      | Андрій Шалімо      | 70' |
| ЗХ      | Володимир Журавель | 70' |

## Фінал
| 6 липня 1990 |

| «Чорноморець»               | 2 – 0 | «Дніпро» |
| --------------------------- | ----- | -------- |
| Спіцин 47' (пен.) Гецко 55' | Звіт  |          |

| стадіон ЧМП (Одеса) Глядачів: 3 100 Арбітр: Мирослав Ступар (Івано-Франківськ) |

|         |                    |     |
|         |                    |     |
| ВР      | Віктор Гришко      | 87' |
| ЗХ      | Сергій Кузнецов    |     |
| ПЗ      | Юрій Шелепницький  | 46' |
| ЗХ      | Василь Іщак        | ЖК  |
| ЗХ      | Сергій Пучков      |     |
| ЗХ      | Олександр Спіцин   | 85' |
| ПЗ      | Ілля Цимбалар      | 85' |
| НП      | Іван Гецко         | 75' |
| ПЗ      | Олег Імреков       |     |
| НП      | Георгій Кондратьєв |     |
| ПЗ      | Ігор Савельєв      |     |
| Заміни: |                    |     |
| ЗХ      | Юрій Куліш         | 46' |
| НП      | Юрій Никифоров     | 75' |
| НП      | Сергій Гусєв       | 85' |
| ЗХ      | Сергій Третяк      | 85' |
| ВР      | Ігор Крапивкін     | 87' |

|         |                     |     |     |
|         |                     |     |     |
| ВР      | Валерій Городов     |     |     |
| ЗХ      | Андрій Юдін         | 65' |     |
| ЗХ      | Володимир Геращенко |     |     |
| ЗХ      | Андрій Сидельников  | ЖК  |     |
| ПЗ      | Вадим Тищенко       |     |     |
| ПЗ      | Микола Кудрицький   | ЖК  |     |
| ПЗ      | Володимир Багмут    |     |     |
| ПЗ      | Євген Яровенко      | ЖК  |     |
| НП      | Едуард Сон          | 75' |     |
| ПЗ      | Олександр Жидков    | 46' |     |
| ЗХ      | Сергій Беженар      | ЖК  | 68' |
| Заміни: |                     |     |     |
| ПЗ      | Олексій Сасько      | 46' |     |
| НП      | Валентин Москвін    | 65' |     |
| ПЗ      | Сергій Соловйов     | 68' |     |
| НП      | Юрій Гудименко      | 75' |     |

## Ігри, голи
| «Чорноморець» (Одеса) |
| Воротарі: Ігор Крапивкін (4, 4п), Віктор Гришко (3, 1п). Захисники: Сергій Пучков (6), Сергій Кузнецов (5), Василь Іщак (4), Юрій Куліш (4), Юрій Смотрич (4), Олександр Спіцин (3, 1), Сергій Третяк (3). Півзахисники: Олег Імреков (6), Ігор Савельєв (6, 1), Ілля Цимбалар (6, 1), Володимир Єрьомін (5), Юрій Шелепницький (4), Олександр Никифоров (2), Владислав Зубков (1). Нападники: Юрій Никифоров (4, 1), Іван Гецко (5, 3), Георгій Кондратьєв (5, 2), Сергій Гусєв (3), Олександр Щербаков (3). Тренер: Віктор Прокопенко. |
| «Дніпро» (Дніпропетровськ) |
| Воротарі: Валерій Городов (3, 4п), Геннадій Жилкін (3, 2п), Сергій Краковський (1, 1п). Захисники: Сергій Беженар (4, 1), Сергій Дірявка (4), Володимир Геращенко (3, 1), Андрій Сидельников (3), Геннадій Кобзар (2), Олександр Червоний (2, 1), Петро Буц (1), Сергій Мамчур (1). Півзахисники: Євген Яровенко (3), Олексій Сасько (5), Олександр Жидков (4), Сергій Соловйов (4), Володимир Багмут (3, 1), Микола Кудрицький (3, 3), Роман Мелешко (3), Вадим Тищенко (3), Андрій Полунін (3), Андрій Юдін (3), Денис Філімонов (2), Сергій Художилов (2, 1), Дмитро Михайленко (1), Євген Похлебаєв (1), Олег Смолянинов (1). Нападники: Валентин Москвін (6, 3), Сергій Коновалов (3), Едуард Сон (3, 1), Юрій Гудименко (2), Олександр Паляниця (2), Євген Шахов (1). Тренер: Євген Кучеревський. |
| «Металіст» (Харків) |
| Воротарі: Валерій Дудка (2), Ігор Кутепов (1), Дмитро Ріпка (1), Олег Стороженко (1). Захисники: Віталій Скиш (4), Дмитро Бекетов (3), Олег Касторний (3), Владислав Корольов (3), Олексій Чирва (3), Володимир Дичко (2), Роман Пец (2), В'ячеслав Виндюк (1), Руслан Колоколов (1), Віктор Сусло (1), Володимир Щербак (1), Віктор Яловський (1). Півзахисники: Олег Деревинський (1), Євген Назаров (4), Дмитро Чуприн (3, 1), Юрій Безуглий (2), Ігор Рахаєв (2), Олександр Баранов (1), Олександр Іванов (1), Адальберт Корпонай (1, 1), Сергій Ралюченко (1), Дмитро Хомуха (1). Нападники: Олександр Призетко (4, 1), Ігор Ніченко (4, 1), Ігор Дмитренко (1), Олександр Єсипов (1). Тренер: Леонід Ткаченко.                                                                                    |
| «Шахтар» (Донецьк) |
| Воротарі: Андрій Ковтун (2, 1), Дмитро Шутков (2), Сергій Шиповський (1). Захисники: Валерій Гошкодеря (3), Василь Мазур (3), Євген Драгунов (2), Сергій Мазур (2), Василь Євсєєв (1), Олександр Мартюк (1), Вадим Приходько (1), Сергій Растєгаєв (1), Олександр Сопко (1). Півзахисники: Спартак Жигулін (2), Віктор Онопко (2, 1), Андрій Канчельскіс (2, 1), Вадим Красников (2), Андрій Купцов (2), Ігор Леонов (2, 1), Ігор Петров (2), Сергій Циганков (2), Сергій Ященко (2). Нападники: Володимир Юрченко (3), Сергій Щербаков (2), Ігор Столовицький (3), Сергій Ателькін (2), Юрій Кармелюк (2), Олексій Кобозєв (2, 3), Сергій Онопко (2), Віктор Грачов (1). Тренер: Валерій Яремченко. |